# Max mon amour
Max mon amour is een Japans-Frans-Amerikaanse film van Nagisa Oshima die uitgebracht werd in 1986. 

## Verhaal
Peter Jones is een jonge Britse diplomaat die werkzaam is in Parijs. Zijn echtgenote Margaret verveelt zich en voelt zich eenzaam. Peter verdenkt er Margaret al een tijdje van hem te bedriegen. Hij huurt een privé-detective in die het tijdsgebruik van Margaret moet nagaan. De detective ontdekt dat Margaret een appartement huurt. Hij vertelt Peter dat hij er nog nooit een man heeft zien binnengaan. 
Peter slaagt erin een dubbel van de sleutel van het appartement te bemachtigen. Wanneer hij op een dag in het appartement binnendringt om zijn vrouw te betrappen is zijn verbijstering groot. 

## Rolverdeling
| Acteur                   | Personage                |
| ------------------------ | ------------------------ |
| Charlotte Rampling       | Margaret Jones           |
| Anthony Higgins          | Peter Jones              |
| Victoria Abril           | Maria                    |
| Fabrice Luchini          | Nicolas                  |
| Anne-Marie Besse         | Suzanne                  |
| Nicole Calfan            | Hélène                   |
| Pierre Étaix             | de detective             |
| Bernard Haller           | Robert                   |
| Sabine Haudepin          | Françoise, de prostituee |
| Bernard-Pierre Donnadieu | Archibald                |
| Milena Vukotic           | de moeder van Margaret   |
| Diana Quick              | Camille                  |